# Radingrad
Radingrad (Bulgaars: Радинград) is een dorp in het noordoosten van Bulgarije, gelegen in de gemeente Razgrad in oblast Razgrad. Het dorp ligt hemelsbreed ongeveer 6 km ten oosten van de stad Razgrad en 281 km ten noordoosten van de hoofdstad Sofia. 

## Bevolking
Het dorp Radingrad had bij een schatting van 2021 een inwoneraantal van 275 personen. Dit waren 13 mensen (+5%) meer dan 262 inwoners bij de officiële census van februari 2011. De gemiddelde jaarlijkse groei in die periode komt daarmee uit op 0,5%, hetgeen hoger is dan het landelijk jaarlijks gemiddelde over deze periode (-0,63%). In de periode 1934 tot en met 1985 woonden er echter nog tussen de 430 en 560 personen in het dorp. 
- 1934 559
Koninkrijk Bulgarije
- 1946 558
Volksrepubliek Bulgarije
- 1956 546
Volksrepubliek Bulgarije
- 1965 478
Volksrepubliek Bulgarije
- 1975 542
Volksrepubliek Bulgarije
- 1985 432
Volksrepubliek Bulgarije
- 1992 303
Republiek Bulgarije
- 2001 292
Republiek Bulgarije
- 2011 262
Republiek Bulgarije
- 2021 275
Republiek Bulgarije

- Koninkrijk Bulgarije
- Volksrepubliek Bulgarije
- Republiek Bulgarije

In het dorp wonen grotendeels etnische Turken. In de optionele volkstelling van 2011 identificeerden 217 van de 260 ondervraagden zichzelf met de Turkse etniciteit - 83,5% van de bevolking. De overige inwoners waren vooral etnische Bulgaren.
| Etnische samenstelling van de respondenten (2011) | Etnische samenstelling van de respondenten (2011) | Etnische samenstelling van de respondenten (2011) | Etnische samenstelling van de respondenten (2011) | Etnische samenstelling van de respondenten (2011) |
| ------------------------------------------------- | ------------------------------------------------- | ------------------------------------------------- | ------------------------------------------------- | ------------------------------------------------- |
|                                                   |                                                   |                                                   |                                                   |                                                   |
| Bulgaren                                          | Bulgaren                                          |                                                   | 15,8%                                             | 15,8%                                             |
| Turken                                            | Turken                                            |                                                   | 83,5%                                             | 83,5%                                             |
| Roma                                              | Roma                                              |                                                   | 0,0%                                              | 0,0%                                              |
| Anders/Onbekend                                   | Anders/Onbekend                                   |                                                   | 0,7%                                              | 0,7%                                              |